# باى يان
باى يان (بالصينية: 柏衍) مواليد 21 مايو 1989 في نانجينغ، هو لاعب كرة مضرب صيني يلعب باليد اليمنى ويحتل حالياً المرتبة رقم. 210 (1 فبراير 2016) في تصنيف رابطة محترفي كرة المضرب. أعلى تصنيف له في الفردي كان المركز الـ 210 في سنة 2016. أعلى تصنيف له في الزوجي كان المركز الـ 138 في سنة 2016.

## روابط خارجية
- باى يان على موقع رابطة محترفي التنس (الإنجليزية)
- باى يان على موقع الاتحاد الدولي لكرة المضرب (الإنجليزية)
- باى يان على موقع كأس ديفيز (الإنجليزية)
- باى يان على موقع خلاصة التنس.كوم (الإنجليزية)